# 핑곤
핑곤(Fingon)은 놀도르 왕자이자 이후 핑골핀의 뒤를 이어가는 놀도르의 대왕으로, 전투에서 뛰어난 능력으로 "용맹한 자"라는 별명을 얻었다. 그는 핑골핀과 아나이레의 장남으로, 투르곤, 아레델, 아르곤의 형이었다. 핑곤은 아만에서 중간계로 떠나 가장 큰 무리를 이끌었으며, 도르-로민과 히슬룸을 지배하였다. 그는 아버지인 핑골핀이 모르고스와 결투에서 죽은 뒤 F.A. 456년부터 대왕으로써 놀도르를 다스렸다. 그러나, 핑곤은 대부분의 사람들이 마이드로스와의 우정으로 기억되며, 그는 상고로드림의 높은 봉우리에서 마이드로스를 구출한 것으로 유명하다. 그리고, 그는 니르나에스 아르노에디아드 전투에서 발로그 고스모그와의 전투 중 사망한 사건으로 기억된다. 그가 죽은 뒤 동생 투르곤이 대왕으로 즉위하였으며, 그는 곤돌린에서 놀도르를 다스렸다.

## 생애
놀도르 대왕 핀웨의 통치 아래에서 핑골핀과 아나이레 사이에 태어난 그는 티리온에서 살았으며, 핀웨와 두 영생목이 모르고스에 의해 죽게 되자 가운데땅으로 향하길 원하던 페아노르의 뜻에 가담하여 핑골핀 가문에서 가장 의욕적으로 가운데땅으로의 귀환에 앞장섰다.

### 발리노르에서의 탈출
그의 부친과 형제 중에선 그와 반대로 가운데땅으로 향하는 것을 꺼리는 경향이 있었으나, 결과적으로 모친 아나이레를 제외한 그의 가족들은 모두 가운데땅으로 향하는 것에 동참하였다. 놀도르 대부분의 백성은 핑골핀을 따르고 있었는데 핑골핀은 발리노르를 떠나는 일을 원하지 않았지만, 페아노르를 따르기로 약속한 일과 그의 장남인 핑곤의 설득에 의해 놀도르 대부분은 가운데땅으로 가게 된다. 이로써 페아노르 가문이 가장 선두에서 이 여정을 떠났고 그 뒤를 이어 핑곤의 무리가 페아노르의 가문을 제외하면 가장 앞서게 된다. 그러나 핑곤은 이른 시기에 불미스러운 사고를 맞이하게 되었는데 페아노르가 가운데땅으로 가기 위해서 이웃으로 지내던 텔레리 요정의 배를 빌리는 과정에서 무력으로 텔레리를 죽이고 배를 빼앗는 일이 일어나게 된 것이다. 일의 경과를 알지 못한 핑곤은 여정을 방해하기 위해 싸움이 일어난 것으로 착각하고 페아노르의 가문과 함께 텔레리를 죽이는 일에 동참하게 된 것이다. 이것을 빌미로 발라에게서 보냄을 받은 사자가 놀도르를 저주하였고 이것이 곧 '만도스의 저주'로 알려진다. 배를 빌려주지 않자 배를 뺏기 위해 잔혹하게 이웃을 학살한 전말을 안 핑곤은 후회했으나 수습하지 못하게 된 후였다. 불행은 잇따라 발생하게 되는데 학살이 끝나자 훔친 배로 우선 동쪽의 가운데땅으로 간 페아노르가 핑곤을 비롯한 자신을 직접적으로 따르지 않는 자들은 따라오지 못하도록 모든 배에 불을 지펴 파괴해버린 탓에 발리노르와 가운데땅을 이어주는 유일한 육교 춥고 위험한 극지방 헬카락세를 건너가는 험난한 여정을 하게 된 것이다. 여하튼 핑곤은 늦게나마 가운데땅으로 들어와 미스림에 다다르고 그곳에서 발이 묶인 페아노르 가문과 잠시 같이 있게 된다. 이때는 이미 페아노르가 먼저 모르고스가 보낸 오크로부터 승리한 후 성급하게 진격하다 발록에 둘러싸여 전사하고 페아노르를 따르던 7명의 아들과 백성들만 살아 잔류하고 있었던 것이다. 아들들 중에서 지도력이 강했던 장남 마이드로스는 실마릴을 담보로 협상을 요구한 모르고스의 속임수에 빠져 포로가 되어버렸고 놀도르는 큰 불화에 빠져있었다.

### 핑곤이 마이드로스를 구출하다
페아노르는 성급하게 앙그반드로 향하다 모르고스의 하수인 발로그 고스모그로부터 죽임을 당한다. 비록 뒤따르던 아들들에게 구출되어 잠시 연명했으나 핑골핀의 무리가 도착하기 전에 숨을 거두었다. 그의 세력을 물려받은 일곱 아들 중 성격이 온화하고 능력이 있던 장남 마이드로스가 전쟁을 이어갔으나 실마릴과 평화를 놓고 협상할 것을 주장한 모르고스의 함정에 빠져 곧 마이드로스 역시 적의 포로가 되고 만다. 핑곤은 이런 사실을 듣고 홀로 적의 소굴이자 높은 산봉우리인 상고로드림에 묶인 마이드로스를 구하기 위해 아무도 모르게 구출을 시도한다. 핑곤은 상고로드림을 올라 마이드로스를 찾는 일에 성공했으나 곧 이것이 절망이 되고 말았다. 마이드로스는 높은 곳에 손에 사슬이 메여 괴로워하고 있었기 때문이다. 마이드로스는 자신을 죽여주길 원했고 핑곤은 슬퍼하며 노래를 한 후 만웨에게 기도한 뒤 죽길 원하는 소원을 들어주기 위해 화살을 마련했으나 마침 만웨의 사자였던 독수리의 도움을 받아 핑곤은 무사히 마이드로스를 구출해냈고 이 일은 곧 놀도르의 불화를 무마하는 것에 도움이 되었다. 마이드로스는 손을 잃게 되었으나, 생명을 부지했고 핑곤의 용맹함은 곧 상고로드림 구출 사건으로 익히 알려진다.

### 영토 나누기
미스림을 거점으로 그곳의 호수를 기준으로 절반씩 진영을 나눈 페아노르의 가문과 핑골핀의 가문은 구출 사건을 계기로 놀도르 왕위를 '가장 지혜로운 자'에게로 넘어갔다고 여긴 마이드로스의 판단 하에 놀도르 대왕직을 핑골핀에게 있다고 말했고 이로써 발리노르에서 일어났던 왕위에 대한 문제가 어느 정도 해소되었다. 다만, 이런 결정은 모든 페아노르의 아들들이 동감으로 여기진 않았다. 얼마 후 놀도르가 오기 전부터 정착했던 신다르와 영토를 정할 필요성에 의해 신다르는 도리아스를 놀도르는 서북은 핑골핀이 다스리며, 동북은 페아노르의 아들들이 다스리기로 결정하게 되어 미스림에 있던 가문은 제자리를 찾아가게 된다. 이로써 핑곤은 왕자로써 벨레리안드 서북쪽을 다스리기 시작한다.

### 다고르 브라골라크, 핑골핀의 죽음
핑골핀은 오르크의 침입을 받긴 했으나 영토를 지켜내는데 성공했다. 피나르핀의 아들 앙그로드와 아이그노르는 전사하고 도르소니온이 함락되었음을 듣게 되었다. 핑골핀은 자신의 검과 방패 그리고 갑옷과 말을 가져가 모르고스의 요새 앙그반드를 홀로 찾아갔고, 모르고스와 정면대결을 벌였으나 패배하여 죽고 말았다. 그의 죽음으로 핑곤은 뒤를 이어 대왕이 되고 히슬룸, 도르로민 등을 다스렸다.

## 최후
니르나에스 아르노에디아드에서 서쪽의
대군을 지휘했는데, 내부의 혼란과 동쪽 연합군과 협동 실패로 열세를 겪으며 분전하다 발록의 수장 고스모그에게 죽임을 당했다. 그의 죽음은 끔직했고, 군기는 그의 선혈로 빨갛게 물들었다고 한다. 그에게는 왕위를 계승할 아들이 없었기에 곤돌린의 왕이자 자신의 동생 투르곤이 뒤를 이어 놀도르 대왕이 됐다.

## 기타
실마릴리온 내에서 여러므로 우정과 관련이 많은 삶을 살았다.
간접적이고 암시적인 인물 관계 서술이 많은 실마릴리온에서 핑곤과 마이드로스는 상당히 자세하게 그들의 관계가 드러난다.
1. ↑  핑골핀은 이 과정에서 많은 백성을 잃게 되었고 놀도르는 크게 페아노르와 핑골핀 두 인물을 따르는 세력으로 갈라져 서로 불화가 일어나는 일이 생겨난다.